# William Mapother
Pour les articles homonymes, voir Mapother.
William Mapother (ou William Reibert Mapother, Jr.) est un acteur américain,  né le 17 avril 1965 à Louisville.
Ancien professeur, il est plus connu dans le rôle d'Ethan Rom dans la série Lost.

## Biographie
William Mapother est né à Louisville dans l'État du Kentucky. Il est le cousin de l'acteur Tom Cruise (leurs pères étant frères) et a deux sœurs prénommées Amy et Katherine.
Son père, William R. Mapother sr., était mandataire et consultant spécialisé dans les faillites ; il était également juge à Louisville dans les années 60 et mourut le 22 juin 2006 d'un cancer du poumon et d'une fibrose pulmonaire.
William Reibert Mapother, Jr. est diplômé de l'université Notre-Dame-du-Lac (Indiana). Il a enseigné au lycée dans le comté de Los Angeles pendant trois ans avant d'entamer sa carrière d'acteur.

## Filmographie

### Cinéma
- 1989 : Né un 4 juillet d'Oliver Stone : (caméo)
- 1999 : Magnolia de Paul Thomas Anderson : l'assistant du directeur
- 2000 : Mission impossible 2 de John Woo : Wallis
- 2000 : Presque célèbre de Cameron Crowe : le barman (uniquement dans la version longue)
- 2001 : Vanilla Sky de Cameron Crowe : Clubgoer (non crédité)
- 2001 : Opération Espadon de Dominic Sena
- 2001 : In the Bedroom de Todd Fields : Richard Strout
- 2002 : Minority Report de Steven Spielberg : l'employé à l'entrée de l'immeuble de Crow
- 2004 : Suspect Zero d'E. Elias Merhige : Bill Grieves
- 2004 : The Grudge de Takashi Shimizu : Matthew
- 2005 : Les Seigneurs de Dogtown de Catherine Hardwicke : Donnie
- 2005 : Chloe (court-métrage) de D.W. Brown : le Docteur
- 2005 : The Zodiac de Alexander Bulkley (en) : Dale Coverling
- 2006 : World Trade Center d'Oliver Stone : Sergent Dave Thomas
- 2011 : Another Earth de Mike Cahill : John Burroughs
- 2011 : Edwin Boyd de Nathan Morlando : l'inspecteur Rhys
- 2014 : I Origins de Mike Cahill : l'homme au chapeau dans l'ascenseur
- 2015 : Le Projet Atticus de Chris Sparling : Docteur Henry West
- 2015 : Hacker (Blackhat) de Michael Mann : Rich Donahue
- 2020 : Son of Monarchs d'Alexis Gambis

### Télévision
- 2003 : New York, unité spéciale (saison 4, épisode 13) : officier Luke Edmunds
- 2004 - 2010 : Lost : Les Disparus : Ethan Rom (9 épisodes)
- 2005 : NCIS : Enquêtes spéciales (saison 2, épisode 1) : Kyle Grayson
- 2005 : Threshold : Premier Contact (Threshold) (saison 1, épisode 1 & 2) : Gunneson
- 2008 : Esprits criminels (Criminal Minds) (saison 4, épisode 4) : Ian Corbin
- 2009 : Prison Break (Prison Break) (saison 4, épisode 21 et 22) : Agent Chris Franco
- 2010 : Human Target : La Cible (Human Target) (saison 1, épisode 4) : Sam Fisher
- 2010 : New York, section criminelle (saison 9, épisode 8) : John Silvestri
- 2011 : Mentalist (saison 4, épisode 7) : Richard Haibach
- 2012 : L'Intouchable Drew Peterson (Forget Me Never) : Glenn Levecke
- 2012 : American Horror Story (saison 2, épisode 7) : le conducteur qui prend Lana Winters en stop
- 2013 : Mentalist (saison 6, épisodes 4, 14 et 15) : Richard Haibach
- 2013 : Castle (saison 6, épisode 9) : Carl Matthews
- 2013 : Dans l'enfer de la polygamie (Escape from Polygamy) : Ervil
- 2015 : Minority Report (saison 1, épisodes 4, 5) : Charlie
- 2016 : Supergirl
- 2017 : Blacklist (série télévisée) (saison 5 , épisode 9) : Bill

## Voix françaises
En France, Bertrand Liebert est la voix française la plus régulière de William Mapother. Xavier Béja l'a également doublé à trois reprises.
En France
| - Bertrand Liebert dans (les séries télévisées) : - Lost : Les Disparus - Threshold : Premier Contact - Esprits criminels - Mentalist - Justified - Castle - Hawaii 5-0 - Supergirl - Blacklist - L'Arme fatale - Xavier Béja dans (les séries télévisées) : - Prison Break - Burn Notice - Grimm - 9-1-1: Lone Star - Vincent Ropion dans : - In the Bedroom - Les Seigneurs de Dogtown - Patrick Osmond dans (les séries télévisées) : - NCIS : Enquêtes spéciales - Human Target : La Cible | et aussi - Jean-Pierre Michaël dans The Grudge - Sébastien Hébrant dans The Zodiac - Jérôme Pauwels dans Les Créatures de l'Ouest - Loïc Houdré dans Another Earth - Stéphane Miquel dans L'Intouchable Drew Peterson - Jean-François Lescurat dans Dans l'enfer de la polygamie - Guillaume Orsat dans Les Experts (série télévisée) - Marc-Antoine Frédéric dans New York, unité spéciale (série télévisée) - Serge Faliu dans Line of Fire (série télévisée) - Éric Legrand dans Preuve à l'appui (série télévisée) - Philippe Siboulet dans The Inside : Dans la tête des tueurs (série télévisée) - Guy Chapellier dans K-Ville (série télévisée) - Gabriel Le Doze dans New York, section criminelle (série télévisée) - Patrice Baudrier dans Mad Men (série télévisée) - Serge Biavan dans Rush Hour (série télévisée) - Patrick Messe dans MacGyver (série télévisée) - Xavier Fagnon dans Justice pour Lauren (série télévisée) |